# Musa Juwara
Musa Juwara (* 26. Dezember 2001 in Tujereng) ist ein gambischer Fußballspieler, der als Stürmer für den Vejle Boldklub spielt. Er spielt außerdem für die gambische Fußballnationalmannschaft.

## Karriere

### Vereinskarriere
Juwara wurde in Gambia geboren und emigrierte 2016 nach Italien. Dort begann er mit Virtus Avigliano Fußball zu spielen und wurde nach einer erfolgreichen Saison von Chievo entdeckt. Ihm wurde von der FIGC verboten, nach Chievo zu wechseln, aber er legte Einspruch gegen die Anhörung ein und durfte sich ihnen schließlich anschließen.
Juwara wechselte kurzzeitig zu FC Turin wurde für das Torneo di Viareggio 2019 ausgeliehen, wo er in drei Spielen drei Tore erzielte, bevor er für das Ende der Saison nach Verona zurückkehrte.
Sein Profidebüt für Chievo gab er am 25. Mai 2019 beim 0:0 in der Serie A gegen Frosinone Calcio, als er in der 79. Minute für Manuel Pucciarelli eingewechselt wurde.
Am 8. Juli 2019 unterzeichnete Juwara einen Vertrag mit FC Bologna. Obwohl er für die Saison 2019–2020 in den U19-Kader aufgenommen wurde, fiel er schnell dem Siniša Mihajlović auf, der ihn in der ersten Mannschaft einsetzte. Er debütierte am 4. Dezember, als er bei einer 0:4-Niederlage in der Coppa Italia die gesamten 90 Minuten spielte.
Sein Serie-A-Debüt für den Verein gab er am 4. Februar, als er in der 86. Minute beim 3:2-Sieg gegen AS Rom für seinen Landsmann Musa Barrow eingewechselt wurde. Es folgten Einsätze als Ersatzspieler gegen CFC Genua und Udinese Calcio, bevor der Wettbewerb am 9. März aufgrund der COVID-19-Pandemie unterbrochen wurde.
Nach der Wiederaufnahme des Wettbewerbs erhielt er aufgrund des umfangreichen Spielplans und der neuen 5-Auswechsel-Regel viel mehr Möglichkeiten für die erste Mannschaft und beeindruckte bereits im ersten Spiel mit einer 0:2-Niederlage bei Juventus Turin am 22. Juni, wo er Riccardo Orsolini in der 82. Minute ersetzte.
Sein erstes Tor in der Serie A erzielte er am 5. Juli in einer überzeugenden Leistung im San Siro, wo er beim 2:1-Sieg gegen Inter Mailand den Ausgleich erzielte und den Platzverweis für Alessandro Bastoni sicherte.
Am 6. Oktober 2020 wechselte er auf Leihbasis mit Kaufoption zum portugiesischen Klub Boavista Porto.
Am 13. Juli 2021 wechselte er auf Leihbasis zu FC Crotone. Am 31. Januar 2022 wurde die Ausleihe vorzeitig beendet.
Am 19. Januar 2023 wechselte Juwara auf Leihbasis bis zum 31. Dezember 2023 mit Kaufoption zu Odense BK nach Dänemark. Nach einem sechsmonatigen Aufenthalt musste Juwara sein Debüt noch geben. Aus diesem Grund beschloss der Verein am 8. Juni 2023, den Vertrag sechs Monate vorzeitig zu kündigen.
Am 3. Juli 2023 wechselte Juwara mit einem Vertrag bis Juni 2026 zum neu aufgestiegenen Danis Superliga-Klub Vejle BK.

### Internationale Karriere
Juwara debütierte am 9. Oktober 2020 mit Gambia beim 1:0-Testspielsieg gegen Kongo.